# Паланка (фортеця)

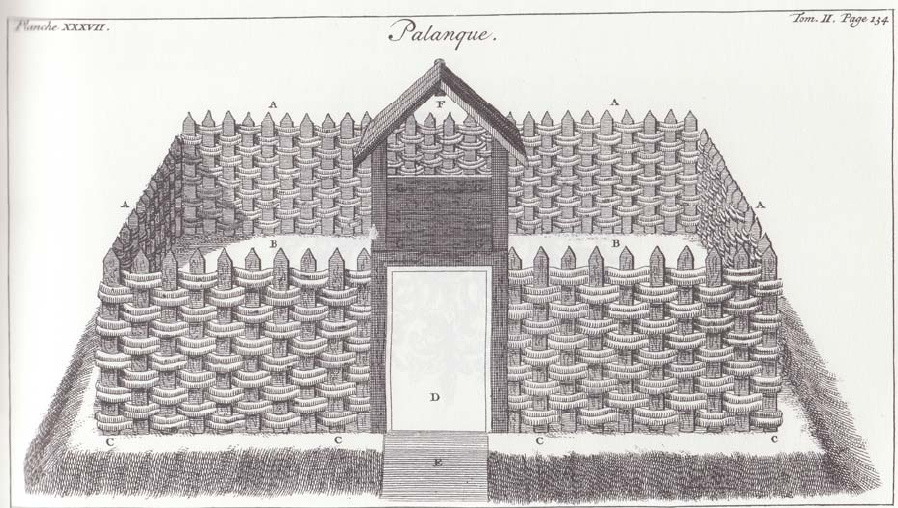
Османська паланка, зарисована Луїджі Фердінандо де Марсільї.

Пала́нка (сербохорв. па́ланка; пол. palanka) — невелике укріплення, обнесене частоколом. У запорозьких козаків є місцем перебування полковника та інших посадових осіб полку, центр однойменної адміністративної одиниці. Також приміська слобода, містечко.

## Етимологія
Слово походить від італ. palanca — «частокіл». Джерелом італійського слова є народнолатинське palanca — від лат. phalanx, грец. φάλαγξ — «стовбур, брус».
Окрім України, це поняття відоме також у Сербії, Болгарії та Угорщині.

## Плани паланок Османської Угорщини

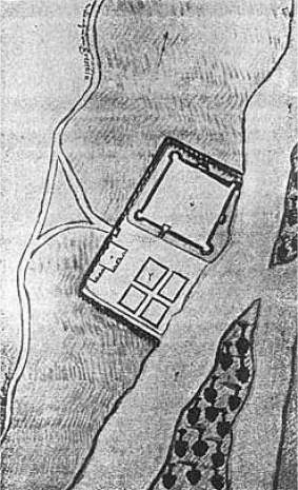
Паланка Адонь
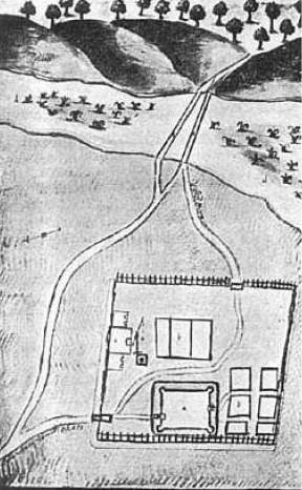
Паланка Баранявар
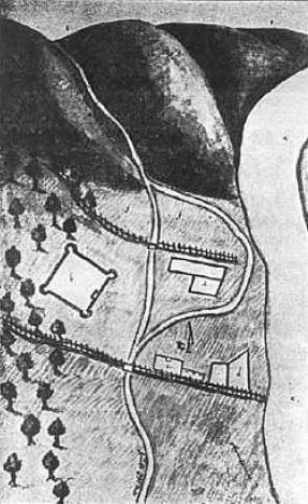
Паланка Пакш
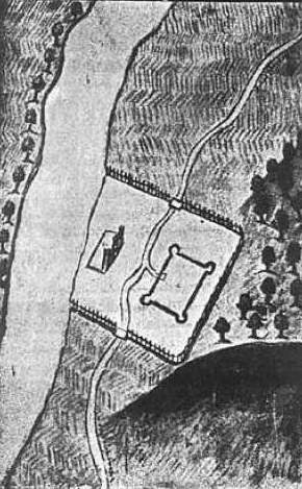
Паланка Сексард